# أيون متفرج
الأيون المتفرج spectator ion هو الأيون الذي لا يشارك في التفاعلات الكميائية ولا يؤثر على التوازن الكيميائي ويكون موجوداً على كلا جانبي المعادلة من غير أن يتغير. في التفاعل الكيميائي الصافي، تُلغى الأيونات المتفرجة من طرفي المعادلة.